# North Brunswick Township
North Brunswick Township is een plaats (census-designated place) in de Amerikaanse staat New Jersey, en valt bestuurlijk gezien onder Middlesex County.

## Demografie
Bij de volkstelling in 2000 werd het aantal inwoners vastgesteld op 36.287.

## Geografie
Volgens het United States Census Bureau beslaat de plaats een oppervlakte van
31,7 km², waarvan 31,1 km² land en 0,6 km² water.

## Plaatsen in de nabije omgeving
De onderstaande figuur toont nabijgelegen plaatsen in een straal van 8 km rond North Brunswick Township.

## Geboren
- Tim Howard (6 maart 1979), voetballer